# Star Fox Zero
Star Fox Zero (スターフォックス ゼロ Sutā Fokkusu Zero) är ett TV-spel i genren first person shoot 'em up som släpptes till Nintendos konsol Wii U och är det sjunde släppta tillskottet i spelserien Star Fox. Spelet lanserades tillsammans med det tower defence-baserade strategispelet Star Fox Guard i april 2016 och utvecklades av Nintendo parallellt med PlatinumGames. Star Fox Zero presenterades av Nintendo som en ny version av storyn från Lylat Wars och var därför inte menat som en uppföljare till de tidigare spelen i serien.

## Speluppbyggnad
Star Fox Zero presenterar sin story som en omgjord version av den som används i Lylat Wars och ingen uppföljning på berättelsen från tidigare spel. Team Star Fox, lett av Fox McCloud, beger sig till Corneria för ett nödanrop och hamnar då mitt i en pågående konflikt med den onde och galne vetenskapsmannen Andross. Han använder en teleporteringsteknik, utvecklad av honom själv tillsammans med Cornerias armé, för att ta över solsystemet Lylat och bli enväldig härskare. Spelaren ges därefter möjlighet att besöka olika planeter och platser för att slutligen ta sig an Andross på teleporteringsmaskinen Venom.
Spelet använder sig mycket av den inbyggda rörelsetekniken i Wii U:s gamepad för att kunna sikta och skjuta åt olika håll oberoende av färdriktning. Spelaren kan när som helst under spelets gång byta plats på videouppspelningen på monitorn och gamepaden utifrån egna preferenser. Spelet tillåter även en typ av multiplayer där en spelare kontrollerar färdriktningen med rakt gående projektiler och en annan kan skjuta med hjälp av en gamepad och rörelser.

## Star Fox Guard
Tillsammans med Star Fox Zero släpptes även Star Fox Guard som separat skiva eller senare som nedladdningsbart spel i Nintendo eShop. Spelet utspelar sig på olika planeter i solsystemet Lylat där Slippy Toad, tillsammans med sin farbror Grippy Toad, ber om hjälp med att beskydda olika baser från invasion. Spelaren får kontroll över ett antal övervakningskameror som kan omplaceras för att försöka beskjuta olika typer av fienderobotar som anfaller basen.